# Поджо-а-Каяно
Поджо-а-Каяно (італ. Poggio a Caiano) — муніципалітет в Італії, у регіоні Тоскана, провінція Прато.
Поджо-а-Каяно розташоване на відстані близько 250 км на північний захід від Рима, 17 км на захід від Флоренції, 9 км на південний захід від Прато.
Населення — 10 052 особи (2014).

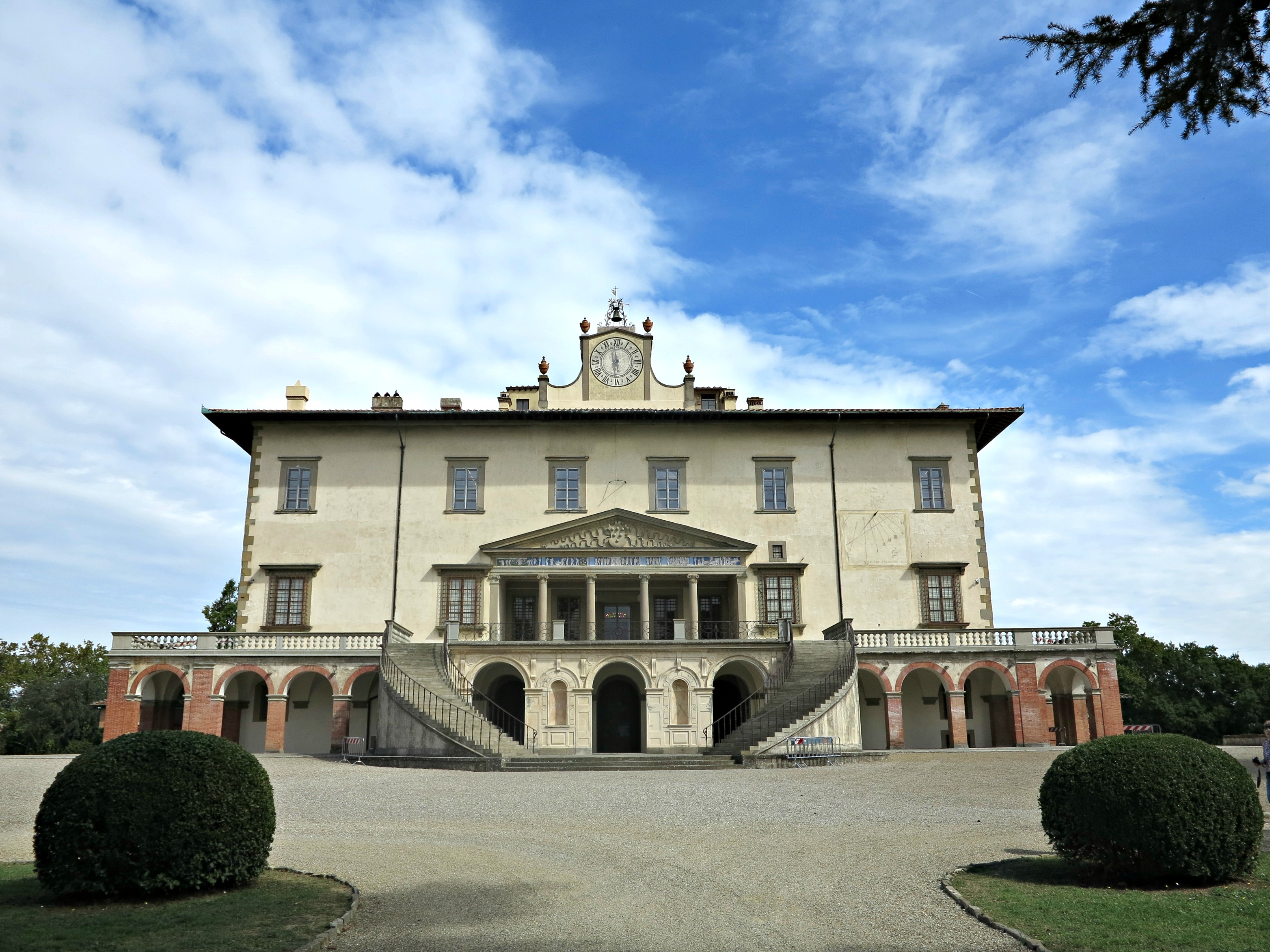

Щорічний фестиваль відбувається 7 жовтня. Покровитель — Madonna del Rosario.

## Демографія
Населення за роками:

Станом на 1 січня 2023 року в муніципалітеті офіційно проживало 1437 іноземців з 51 країни, серед них 145 громадян країн Євросоюзу та 22 громадяни України.

## Сусідні муніципалітети
- Кампі-Бізенціо
- Карміньяно
- Прато
- Сінья